# Для народу
Для людей (англ. For the People) – американський телесеріал у жанрі юридичної драми, прем'єра якого відбулася 13 березня 2018 року на телеканалі ABC. 11 травня 2018 року телесеріал було продовжено на другий сезон. 10 травня 2019 року канал ABC закрив телесеріал після двох сезонів.

## Сюжет
Дія серіалу розгортається у федеральному суді Південного округу Нью-Йорка та розповідає про команду молодих юристів, які виступають як на боці звинувачення, так і на боці захисту у найбільш гучних та найбільш резонансних справах у країні.

## У ролях
- Гоуп Девіс – Джилл Маркус
- Бен Шенкман[en] – Роджер Ганн
- Джасмін Савой – Браун Еллісон Адамс
- Бен Раппапорт[en] – Сет Олівер
- Сюзанна Флад – Літтлджон
- Весам Кіш[en] – Джей Сіммонс
- Реге-Жан Пейдж –Леонард Нокс
- Брітт Робертсон – Сандра Белл
- Анна Дівер Сміт[en] – Тіна Кріссман
- Вонді Кертіс-Голл – Ніколас Бірн

## Виробництво
У пілотному епізоді роль Сандри Блек (Белл) зіграла Брітні Олдфорд, а роль Еллісон Андерсон – Ліндон Сміт. Проте пізніше їх замінили іншими актрисами. Після перезнімання пілотного епізоду з двома новими актрисами – Робертсон та Браун, які замінили Олдфорд і Ліндон відповідно, а також завершення знімання другого епізоду, виробництво серіалу було тимчасово заморожене в середині вересня 2017 року. Причина призупинення фільмування – часткове переписування сценаріїв епізодів сезону, що залишилися, з метою підігнати сценарій під характери Робертсон і Браун.